# Millana
Millana è un comune spagnolo di 126 abitanti situato nella comunità autonoma di Castiglia-La Mancia, nella provincia di Guadalajara.